# 滕珀尔霍夫公园
滕珀尔霍夫広场（德語：Tempelhofer Feld）是柏林最大的城市公园，也是世界上最大的内城开放空间。位于新克尔恩区（Neukölln）和滕珀爾霍夫区。
公园从日出到日落均可进入，共有十个入口。其中六个入口位于原跑道的东端的Oderstraße，两个入口位于滕珀尔霍夫车站以及柏林地鐵6號線的巡遊大街站（Paradestraße），两个入口位于 Columbiadamm，在1866年的伊斯兰公墓和Şehitlik清真寺，以及 Golßener Straße。

## 沿革
滕珀尔霍夫机场的建設起自1922年，初期工程於1928年完成，之後陸續作過幾次擴建，包括新航廈的增建等等。1940年起滕珀爾霍夫機場成為德軍專用的軍事機場，戰後恢復民航用途。冷戰柏林封鎖時期，這裡也擔負起柏林的重要補給功能，繁忙時平均每90秒就必須執行一次起降。
1970年西柏林的泰格尔机场完工，滕珀爾霍夫再次轉變為軍事用途，不過在1985年又重新開放民航班機起降。2008年滕珀尔霍夫机场关闭以后，空地开辟为滕珀尔霍夫公园，占地355公顷。2010年5月對公眾開放的首周內，訪客量高達235,000人次。
歷來曾有幾次將公園私有化，或是增加建物的嘗試，但均在公眾的反對下宣告失敗。2011年9月開始的公民活動「完整的滕珀爾霍夫公園」（100 Prozent Tempelhofer Feld）訴求公園用地應該百分之百作為公共空間使用，不為德國政府所用，也不能轉為住宅或商業用途。2012年秋季，他們開始進行公民投票的連署，公投在2014年5月25日進行，其決議以6成43的支持率通過。

## 多媒體
- 舊機場的起降跑道，攝於2017年
- 航廈後方的住宅區，攝於2008年
- 公園開放日的航廈一景，2010年5月

## 外部連結
- 貓途鷹網站的介紹頁面 （页面存档备份，存于）
- visitBerlin.de網站的介紹頁面 （页面存档备份，存于）